# Swaćba
Treść tego artykułu może nie być zgodna z zasadami neutralnego punktu widzenia.
Dokładniejsze informacje o tym, co należy poprawić, być może znajdują się w dyskusji tego artykułu.
 Po wyeliminowaniu niedoskonałości należy usunąć szablon {{Dopracować}} z tego artykułu.

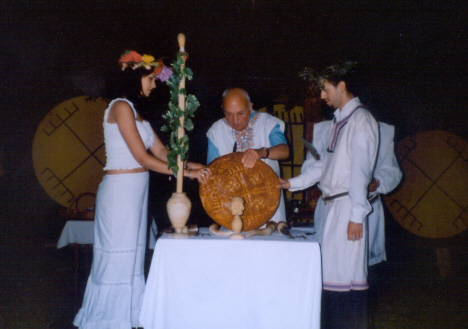
Dzielenie kołacza podczas obrzędu swaćby w Rodzimym Kościele Polskim (2002)

Swaćba – inaczej wesele; staropolska, słowiańska forma ślubu, uroczysta ceremonia zawarcia małżeństwa polegająca na złożeniu przysięgi przed bogami w obecności żercy lub swata. 
Współcześnie swaćba bywa utożsamiana ze swadźbą, czyli swataniem.
U dawnych Słowian małżeństwo stanowiło dobrowolną umowę, potwierdzoną obopólnymi darami równej wartości, wiążącą rodziny małżonków stałą przyjaźnią – jeszcze w szlacheckiej Polsce posag winien był równać się wianu – mówiono, że małżeństwo swoiło rody.
W początkach chrześcijaństwa na ziemiach słowiańskich bywało, że błędnie i tendencyjnie donoszono, jakoby małżeństwo u Słowian można było zawrzeć gwałtem, uprowadzeniem lub kupnem. O ile kupno było zjawiskiem wtórnym, wynikającym z umowy swadziebnej i wymiany darów, a nie pierwotnym, o tyle uprowadzenie niewiasty dla ożenku było zazwyczaj pozorne, za porozumieniem młodych – gdy zwykła droga (umowa swadziebna) zawiodła lub była zbyt żmudna (zazwyczaj gdy brakowało środków na urządzenie wesela). Inscenizowana umuczka sprzeciwiała się powszechnie przyjętym zwyczajom (szczególnie dla kobiety, gdy w późniejszym okresie nie udało się uzyskać akceptacji jej rodziców dla związku), jednak nie wiązała się z negatywnymi konsekwencjami, jak w przypadku rzeczywistego uprowadzenia. Za rzeczywiste uprowadzanie czekał bowiem odwet – rodzina uwiedzionej odpłacała napaść pościgiem i zabójstwem, a późniejsze prawo karało śmiercią. Uprowadzenie gwałtem zdarzało się u Słowian równie rzadko, co morderstwo.
Istotną rolę w swaćbie odgrywała postać ją umożliwiająca, czyli swat – osoba ciesząca się powagą i powszechnym uznaniem. Wśród chłopstwa jeszcze w XIV i XVI w. sam swat zawierał małżeństwa, a Kościół karał ekskomuniką laika, któryby bez kapłana ważył się łączyć małżeństwa.